# 林而興
林而興（？—？），號莫凡，福建詔安五都人，明朝政治人物，同進士出身。

## 生平
萬曆癸酉（1573年）十一月二十七日生。萬曆十六年（1588年）戊子科福建鄉試第九名舉人，四十一年（1613年）癸丑科三甲十三名進士，大理寺觀政，授歸德府推官，四十六年官至南京户部浙江司主事。

## 家族
曾祖林子朝，乡宾。祖父林彦佩。父林大辂，恩寿。